# Geely

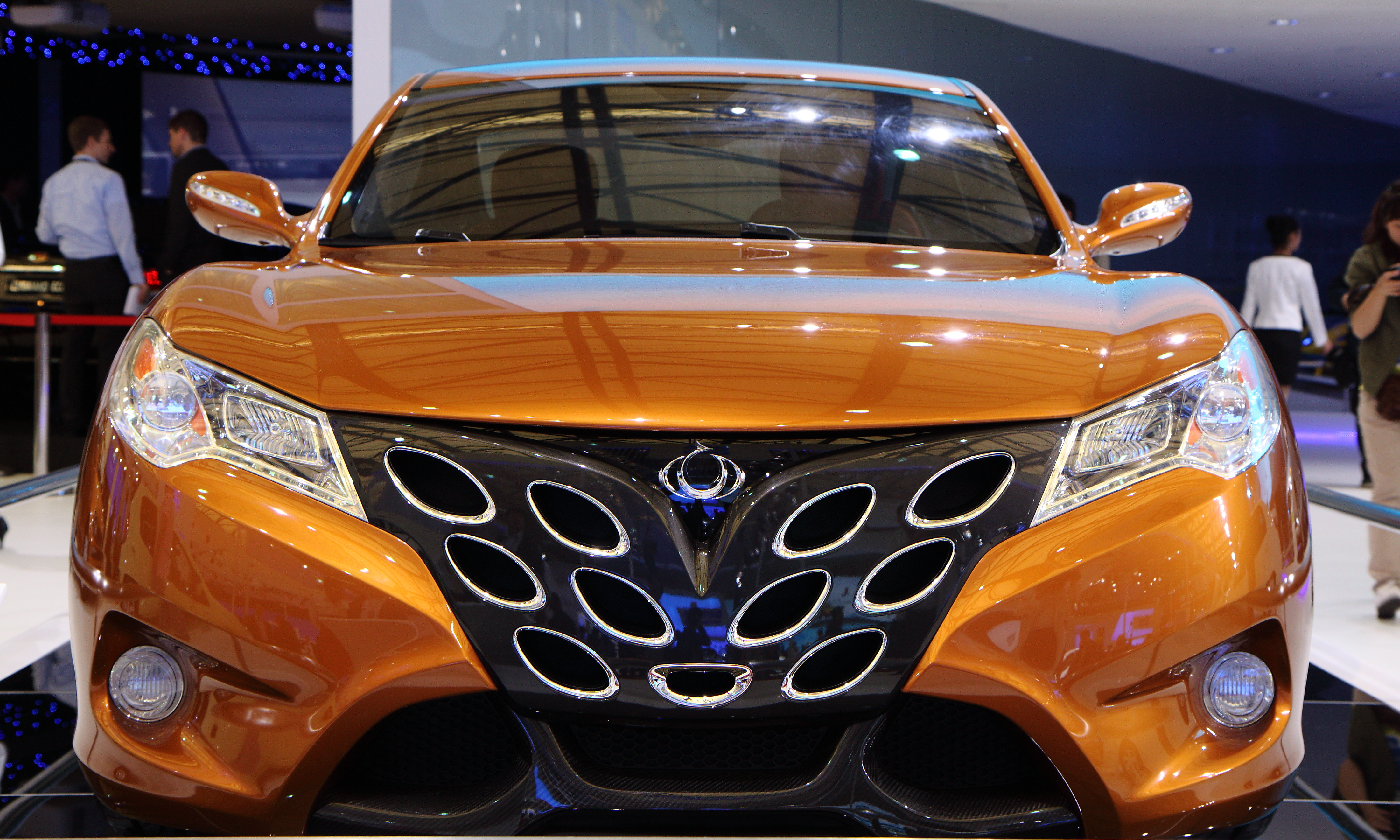
Gleagle GS Concept

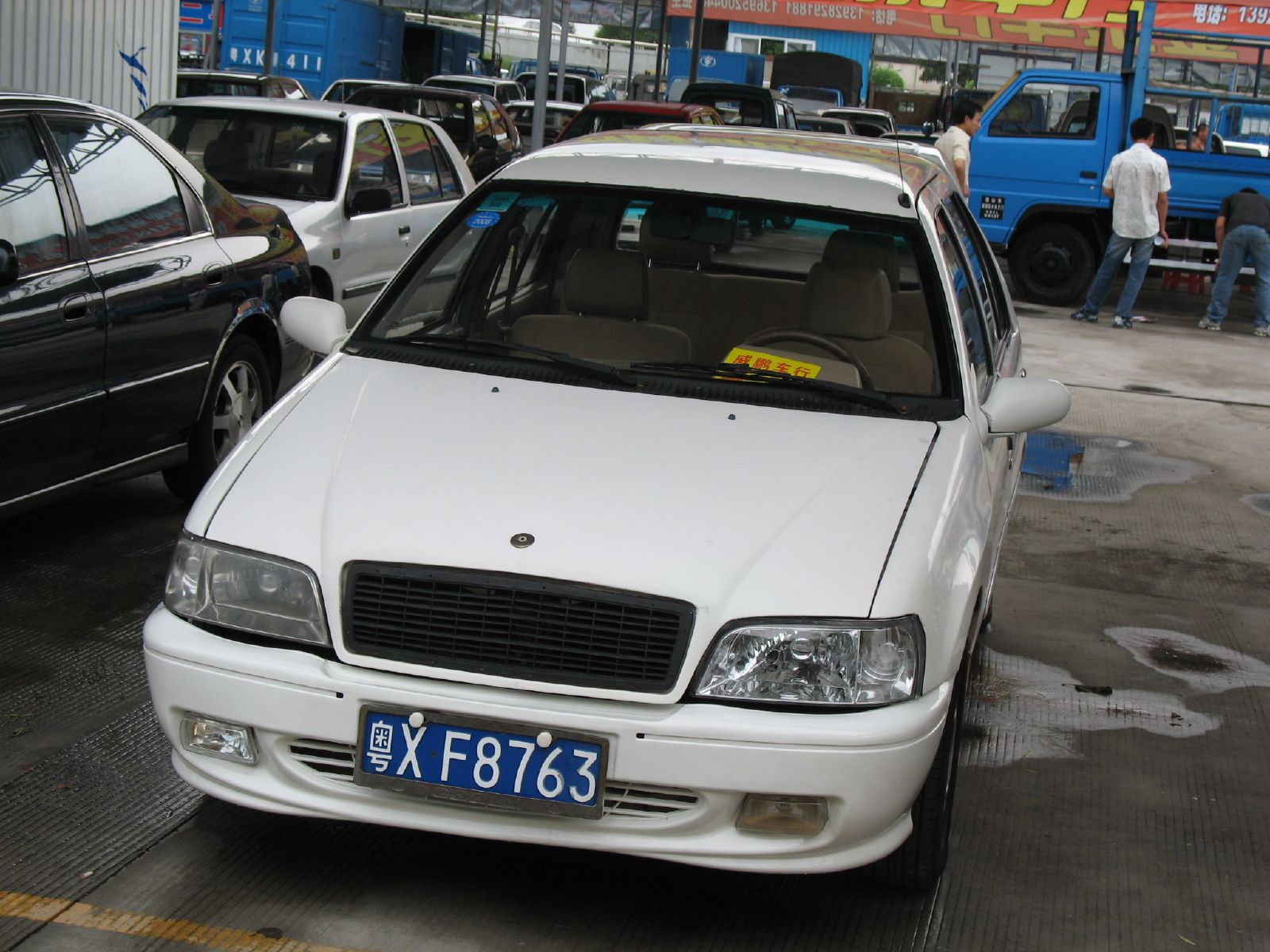
Geely Haoqing

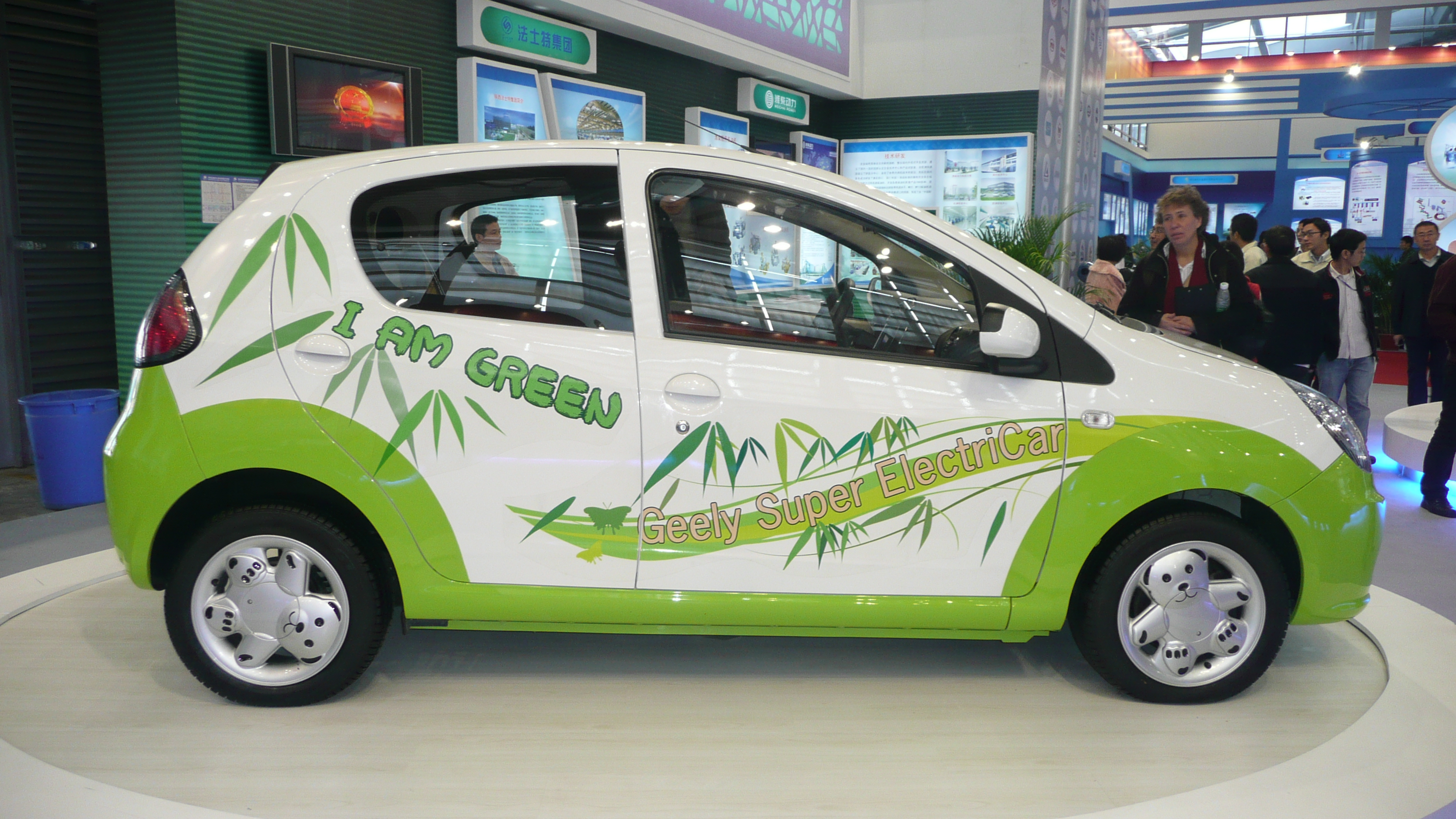
Elektrisch studiemodel op basis van de Geely Panda

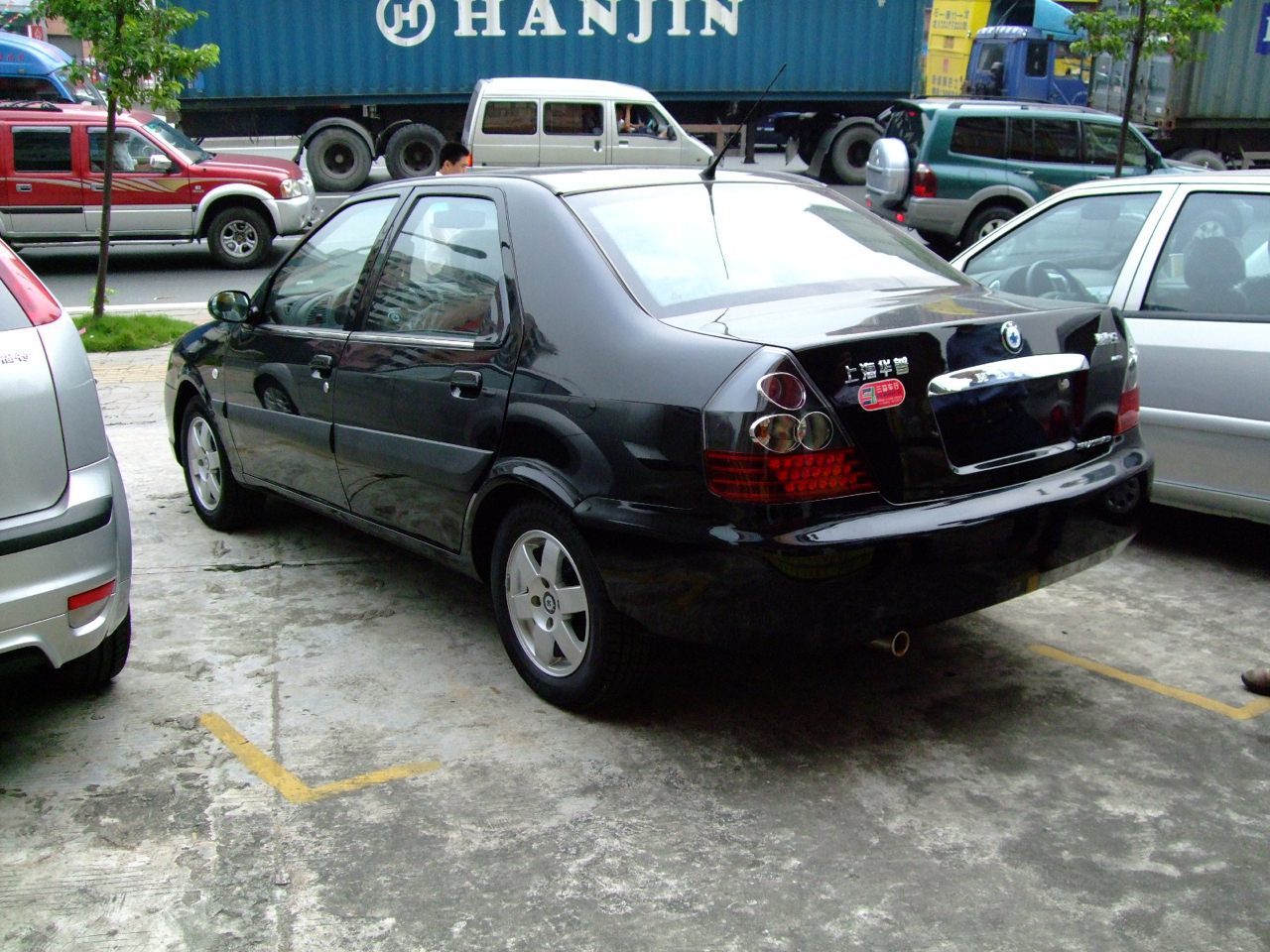
Shanghai Maple Marindo

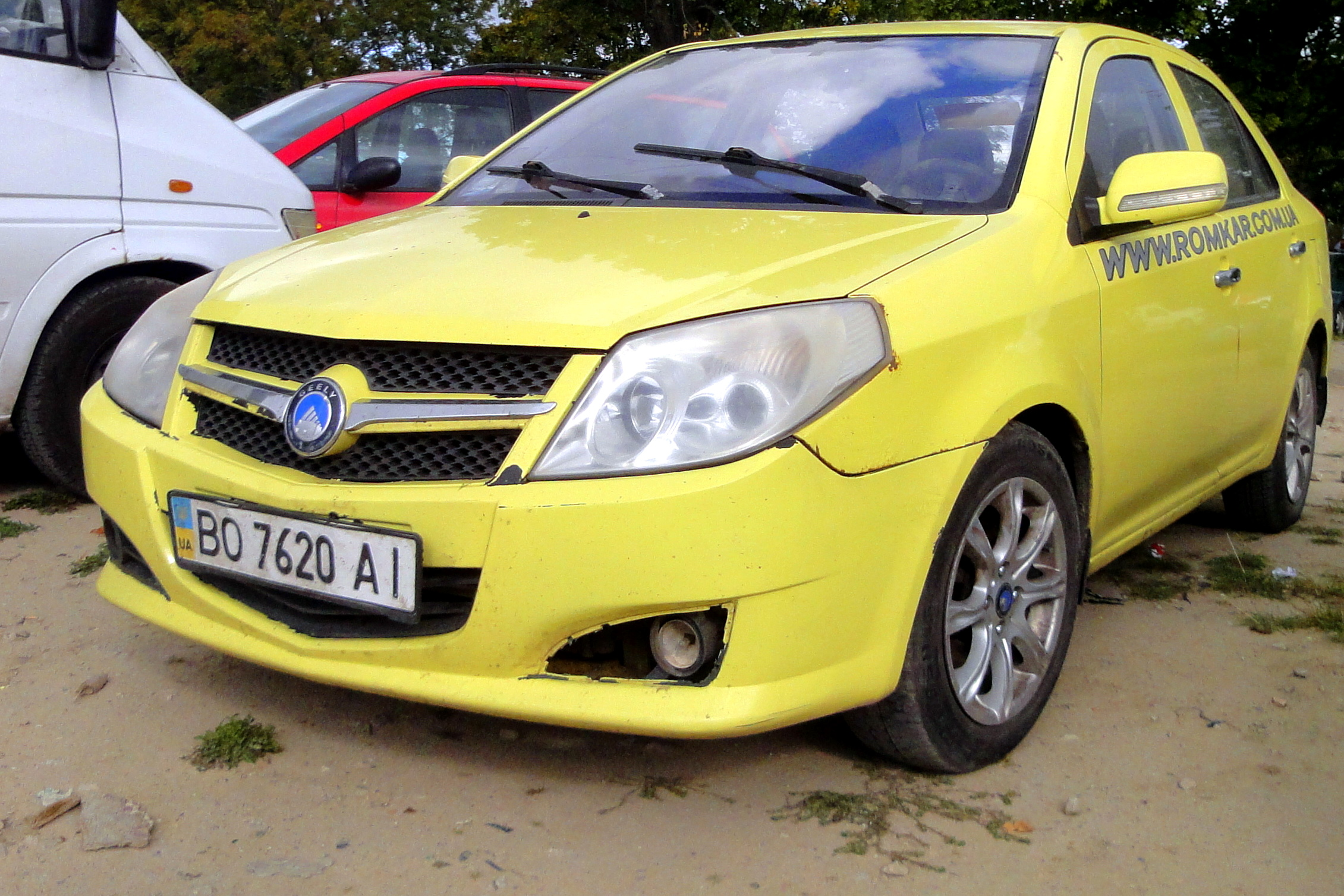
Geely MK

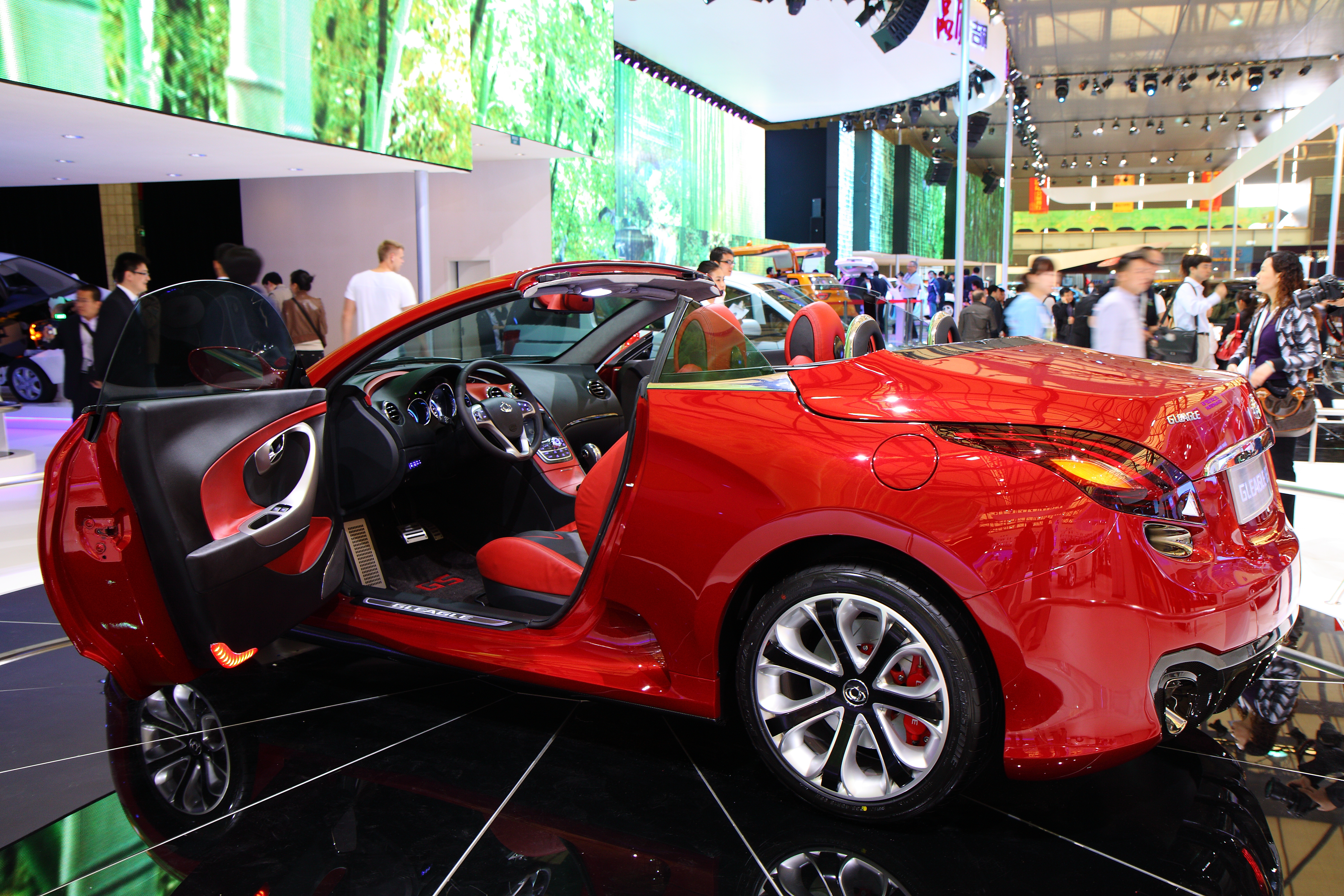
Gleagle GS CC Concept

Geely Automobile is een Chinees automerk van auto's, scooters en lichte motorfietsen. Na Chery en BYD is Geely de grootste onafhankelijke autoproducent van China met 1,3 miljoen verkochte auto's in 2021, waarvan meer dan de helft SUVs. De Zhejiang Geely Holding Group Co., Ltd (ZGH) is grootaandeelhouder in het bedrijf.

## Activiteiten
Geely is de derde nationale automobielproducent van China en telt ruim 40.000 medewerkers. Het beschikt over een productiecapaciteit van 1,5 miljoen voertuigen op jaarbasis. Het heeft negen grote autofabrieken verspreid over het land en verder nog fabrieken voor onderdelen en onderzoekscentra. De voertuigen worden verkocht via een netwerk van 850 dealers in China en 350 vestigingen daarbuiten.
In 2017 verkocht Geely 1,25 miljoen voertuigen, versus 766.000 stuks in 2016. In het buitenland worden nauwelijks voertuigen verkocht, de totale verkopen in 2017 kwamen niet boven de 12.000 exemplaren uit. De vijf meest populaire modellen in 2017 waren Geely Boyue, New Emgrand, New Vision, Emgrand GS en Vision SUV. Deze vijf modellen vertegenwoordigden 75% van de volumeverkopen in 2017. In het jaar werden 780.000 sedans verkocht en 468.700 Sports utility vehicles.
De aandelen van het bedrijf staan genoteerd op de Hong Kong Stock Exchange. Li Shu Fu, de oprichter van het bedrijf, is via ZGH nog steeds grootaandeelhouder met een belang van 44%.

### Resultaten
In 2009 verkocht Geely 325.413 auto's. De nettowinst steeg in dat jaar met 35% naar 1,18 miljard yuan (€ 127 miljoen) en de omzet verdrievoudigde van 4,29 miljard yuan naar 14,7 miljard yuan. Over heel 2010 lagen de verkopen op 415.843 auto's. Geely had in 2010 de ambitie om in 2015 wereldwijd twee miljoen auto's verkopen, maar met 0,5 miljoen verkochte voertuigen in 2015 werd dit doel bij lange na niet bereikt.
| Jaar | Auto- verkopen (×1000) | waarvan buiten China (×1000) | Aantal werknemers | Omzet           | Nettoresultaat |
| Jaar | Auto- verkopen (×1000) | waarvan buiten China (×1000) | Aantal werknemers | (× RMB miljoen) |                |
| 2010 | 416                    | 21                           | 17.100            | 20.100          | 1550           |
| 2011 | 422                    | 40                           | 17.300            | 20.965          | 1716           |
| 2012 | 483                    | 102                          | 18.500            | 24.628          | 2050           |
| 2013 | 549                    | 119                          | 18.100            | 28.708          | 2680           |
| 2014 | 418                    | 60                           | 18.500            | 21.738          | 1449           |
| 2015 | 510                    | 26                           | 18.700            | 30.138          | 2889           |
| 2016 | 766                    | 22                           | 35.100            | 53.722          | 5170           |
| 2017 | 1247                   | 12                           | 41.600            | 92.760          | 10.735         |
| 2018 | 1501                   | 28                           | 52.400            | 106.595         | 12.674         |
| 2019 | 1362                   | 58                           | 43.000            | 97.401          | 8261           |
| 2020 | 1320                   | 73                           | 38.000            | 92.113          | 5575           |
| 2021 | 1328                   | 115                          | 44.000            | 101.611         | 4353           |
| 2022 | 1433                   | 198                          | 49.000            | 147.965         | 4650           |
| 2023 | 1687                   | 274                          | 60.000            | 179.203         | 4935           |

## Geschiedenis
De eigenaar van Geely Automobile, de Zhejiang Geely Holding Group (ZGH), is tevens eigenaar van de brom- en motorfietsfabrikant Geely Group Motorcycle Co. Ltd en het voormalige in 2003 opgerichte submerk van Geely Automobile, Shanghai Maple Automobile (SMA). In pinyin wordt 'Geely' geschreven als 'Jili', wat geluk en voorspoed betekent.
Geely werd in 1986 opgericht als producent van koelkasten. In 1992 schakelde het over op motorfietsonderdelen, terwijl Geely in 1994 begon met het bouwen van 150 cc-motorfietsen en 50- en 150 cc-scooters. Twee jaar later waren al 200.000 motorfietsen geproduceerd. In augustus 1998 begon Geely met het produceren van auto's. In 2001 kreeg het bedrijf als eerste Chinese onafhankelijke autofabrikant toestemming om auto's te produceren in China en in 2003 werden hun eerste auto's geëxporteerd. Sinds 2004 heeft Geely een notering op de Hong Kong Stock Exchange.
Geely en Shanghai Maple maakten hun Europese debuut op de IAA van Frankfurt in 2005 en in 2006 op de North American International Auto Show in Detroit. De export naar Europa en Noord-Amerika is desondanks al vele malen uitgesteld, omdat de auto's niet voldeden aan de emissienormen en de normen voor veiligheid. De meeste modellen uit de beginperiode van Geely waren kopieën van de Xiali's, in licentie gebouwde versies van de Daihatsu Charade G100, terwijl modellen van Shanghai Maple kopieën zijn van de Citroën Fukang en Elysée (in Europa verkocht als Citroën ZX). In 2003 introduceerde Geely de Beauty Leopard, de eerste Chinese coupé. In 2009 richtte Geely de sublabels Gleagle, Emgrand en Shanghai Englon op.
De Nederlandse versnellingsbakkenproducent Antonov maakte in 2006 bekend een licentieovereenkomst te hebben gesloten met Geely. In september 2007 werd die overeenkomst verbroken, omdat Geely niet voldeed aan financiële en andere contractueel overeengekomen verplichtingen. Begin 2008 introduceerde Geely de nieuwe technologie BMBS. Het BMBS-systeem (Blow-Out Monitoring & Braking System) gebruikt bandenspanningssensoren om de remmen te vertellen hoeveel kracht er nodig is om een auto veilig te stoppen wanneer er sprake is van een klapband.
In november 2008 maakte Geely bekend de introductie op de Europese markt opnieuw uit te stellen tot na 2010, omdat de modellen van Geely nog te ver op het gebied van veiligheid en milieuvriendelijkheid achter zouden lopen. Geely toonde op de COP15 in Kopenhagen in december 2009 een elektrische variant van de Geely Panda stadsauto, de Nanoq. De Nanoq is ontstaan uit een joint venture tussen Geely en de Deense autofabrikant van elektrische supercars Lynx. De Nanoq heeft een topsnelheid van 130 km/u en een actieradius van 200 km.
In september 2009 toonde ZGH interesse in de overname van Volvo Car Corporation, op dat moment eigendom van Ford. In oktober 2009 maakte Ford bekend dat Geely de geprefereerde bieder is voor Volvo. Op 17 november 2009 werd bekend dat Geely de beschikking krijgt over gelicenseerde technologieën van Volvo, mocht ZGH eigenaar worden van het Zweedse automerk. Op 2 augustus 2010 werd de aankoop van Volvo geëffectueerd. ZGH betaalde voor het Volvo-concern 1,8 miljard dollar aan Ford. ZGH maakte op 17 augustus 2011 bekend dat het met Manganese Bronze Holdings, fabrikant van de London Taxi (LTI), gaat samenwerken. Manganese Bronze gaat zorgen voor de distributie van en onderdelen voor de modellen van Geely. Geely start met de verkoop van de Emgrand EC7.
Medio 2017 werd de joint venture Lynk & Co opgericht en Volvo en Geely Automobile gaan hierbinnen platformen en motortechnologie delen. Volvo Cars heeft een belang van 30% in de joint venture, Geely 50% en ZGH 20%. In 2018 verkocht Lynk & Co 120.414 voertuigen.
In mei 2022 besloot Geely een aandelenbelang te nemen van 34% in Renault Korea Motors (RKM). Geely betaalde hiervoor zo'n US$ 200 miljoen. Het is een vervolgstap op de overeenkomst van januari 2022 toen Renault en Geely besloten samen nieuwe energiezuinige auto's te ontwikkelen. Deze auto's worden gemaakt in de Busan-fabriek in Zuid-Korea en de productie hiervan zal in 2024 beginnen.

## Verkoopcijfers
De verkoopcijfers van Geely, de buitenlandse verkopen zijn zeer bescheiden. In 2017 had het een marktaandeel van circa 5% in China.